# Hesperophanes zerbibi
Hesperophanes zerbibi es una especie de escarabajo longicornio del género Hesperophanes, tribu Hesperophanini, orden Coleoptera. Fue descrita científicamente por Lepesme y Breuning en 1955.

## Descripción
Mide 11 milímetros de longitud.

## Distribución
Se distribuye por República Democrática del Congo.